# 片岡正志
片岡 正志（かたおか まさし、1945年4月1日 - ）は、日本の実業家。元関西テレビ放送株式会社代表取締役社長、現同社相談役。

## 来歴・人物
兵庫県出身。同志社大学法学部卒業。1967年4月、関西テレビ放送入社。2007年4月4日、関西テレビが製作した情報番組『発掘!あるある大事典II』の捏造問題で当時の社長だった千草宗一郎が辞任し、後任として代表取締役社長に就任したが 、民放連復帰を機に経営陣を刷新する狙いから退任した。なお、片岡の後任には福井澄郎が就任した。

## 略歴
- 1992年7月 関西テレビ放送東京支社総務部長
- 1996年7月 関西テレビ放送制作局第二制作部長
- 1999年6月 関西テレビ放送映像編集局長
- 2002年6月 株式会社エイトビルサービス代表取締役社長
- 2003年6月 関西テレビ放送取締役
- 2005年6月 関西テレビ放送常務取締役
- 2005年6月 高知さんさんテレビ取締役
- 2007年4月4日 関西テレビ放送代表取締役社長[1]
- 2008年6月23日 関西テレビ放送相談役就任